# Europamästerskapet i ishockey för herrar 1926
Europamästerskapet i ishockey 1926 var det elfte Europamästerskapet i ishockey för landslag.
Turneringen arrangerades i Schweiz för tredje gången och matcherna spelades i Davos 11 till 18 januari 1926. Värdlandet bjöd på ett strängt klimat med -27 grader på morgonen och -33 på natten.
Nio lag deltog, dessa delades upp i tre grupper, med tre lag i varje grupp.

## Grupp A
| Datum      | Matcher grupp A           | Resultat         |
| ---------- | ------------------------- | ---------------- |
| 11 januari | Spanien - Belgien         | 0 - 5 (0-4, 0-1) |
| 12 januari | Belgien - Tjeckoslovakien | 0 - 2 (0-1,0-1)  |
| 13 januari | Spanien - Tjeckoslovakien | 2 - 9 (0-2, 2-6) |

### Tabell grupp A
| Plac. | Lag             | Matcher | Segrar | Oavgj. | Förl. | Mål    | Poäng |
| ----- | --------------- | ------- | ------ | ------ | ----- | ------ | ----- |
| 1     | Tjeckoslovakien | 2       | 2      | 0      | 0     | 11 - 2 | 4     |
| 2     | Belgien         | 2       | 1      | 0      | 1     | 5 - 2  | 2     |
| 3     | Spanien         | 2       | 0      | 0      | 2     | 2 - 14 | 0     |

- Tjeckoslovakien till mellanomgång 1. Belgien till mellanomgång 2, Spanien till mellanomgång 3.

## Grupp B
| Datum      | Matcher grupp B       | Resultat        |
| ---------- | --------------------- | --------------- |
| 11 januari | Österrike - Frankrike | 2 - 1 (0-1,2-0) |
| 12 januari | Frankrike - Polen     | 2 - 1 (1-1,1-0) |
| 13 januari | Österrike - Polen     | 2 - 1 (0-1,2-0) |

### Tabell grupp B
| Plac. | Lag       | Matcher | Segrar | Oavgj. | Förl. | Mål   | Poäng |
| ----- | --------- | ------- | ------ | ------ | ----- | ----- | ----- |
| 1     | Österrike | 2       | 2      | 0      | 0     | 4 - 2 | 4     |
| 2     | Frankrike | 2       | 1      | 0      | 1     | 3 - 3 | 2     |
| 3     | Polen     | 2       | 0      | 0      | 2     | 2 - 4 | 0     |

- Österrike till mellanomgång 1. Frankrike till mellanomgång 2, Polen till mellanomgång 3.

## Grupp C
| Datum      | Matcher grupp C          | Resultat                  |
| ---------- | ------------------------ | ------------------------- |
| 11 januari | Italien - Storbritannien | 1 - 8 (0-4,1-4)           |
| 12 januari | Schweiz - Italien        | 13 - 0 (7-0,6-0)          |
| 13 januari | Schweiz - Storbritannien | 5 - 4 (1-3,2-0,1-1,1-0) * |

- Efter förlängning.

### Tabell grupp C
| Plac. | Lag            | Matcher | Segrar | Oavgj. | Förl. | Mål    | Poäng |
| ----- | -------------- | ------- | ------ | ------ | ----- | ------ | ----- |
| 1     | Schweiz        | 2       | 2      | 0      | 0     | 18 - 4 | 4     |
| 2     | Storbritannien | 2       | 1      | 0      | 1     | 12 - 6 | 2     |
| 3     | Italien        | 2       | 0      | 0      | 2     | 1 - 21 | 0     |

- Schweiz till mellanomgång 1. Storbritannien till mellanomgång 2, Italien till mellanomgång 3.

## Mellanomgång 3
| Datum      | Matcher mellanomgång 3 | Resultat        |
| ---------- | ---------------------- | --------------- |
| 14 januari | Italien - Spanien      | 2 - 2 (1-2,1-0) |
| 15 januari | Polen - Italien        | 3 - 1 (0-0,3-1) |
| 16 januari | Polen - Spanien        | 4 - 1 (2-1,2-0) |

### Tabell mellanomgång 3
| Plac. | Lag     | Matcher | Segrar | Oavgj. | Förl. | Mål   | Poäng |
| ----- | ------- | ------- | ------ | ------ | ----- | ----- | ----- |
| 1     | Polen   | 2       | 2      | 0      | 0     | 7 - 2 | 4     |
| 2     | Italien | 2       | 0      | 1      | 1     | 3 - 5 | 1     |
| 3     | Spanien | 2       | 0      | 1      | 1     | 3 - 6 | 1     |

- Polen till spel om 6:e platsen. Italien slutade åtta och Spanien nia.

## Mellanomgång 2
| Datum      | Matcher mellanomgång 2     | Resultat        |
| ---------- | -------------------------- | --------------- |
| 14 januari | Belgien - Storbritannien   | 0 - 5 (0-3,0-2) |
| 14 januari | Frankrike - Storbritannien | 1 - 3 (1-2,0-1) |
| 14 januari | Frankrike - Belgien        | 1 - 0 (0-0,1-0) |

### Tabell mellanomgång 2
| Plac. | Lag            | Matcher | Segrar | Oavgj. | Förl. | Mål   | Poäng |
| ----- | -------------- | ------- | ------ | ------ | ----- | ----- | ----- |
| 1     | Storbritannien | 2       | 2      | 0      | 0     | 8 - 1 | 4     |
| 2     | Frankrike      | 2       | 1      | 0      | 1     | 2 - 3 | 2     |
| 3     | Belgien        | 2       | 0      | 0      | 2     | 0 - 6 | 0     |

- Belgien spelade vidare om 6:e platsen. Storbritannien till mellanomgång 1. Frankrike slutade femma.

### Match om sjätte plats
| Datum      | Match om sjätte plats | Resultat        |
| ---------- | --------------------- | --------------- |
| 17 januari | Belgien - Polen       | 1 - 3 (1-2,0-1) |

- Polen slutade 6 och Belgien 7.

## Mellanomgång 1
| Datum      | Matcher mellanomgång 1           | Resultat        |
| ---------- | -------------------------------- | --------------- |
| 15 januari | Storbritannien - Tjeckoslovakien | 1 - 2 (0-1,1-1) |
| 15 januari | Österrike - Schweiz              | 3 - 5 (0-3,3-2) |
| 15 januari | Österrike - Storbritannien       | 3-1 (1-1,2-0)   |
| 16 januari | Tjeckoslovakien - Schweiz        | 1 - 0 (1-0,0-0) |
| 16 januari | Österrike - Tjeckoslovakien      | 1 - 0 (0-0,1-0) |
| 16 januari | Storbritannien - Schweiz         | 4 - 7 (2-3,2-4) |

### Tabell mellanomgång 1
| Plac. | Lag             | Matcher | Segrar | Oavgj. | Förl. | Mål    | Poäng |
| ----- | --------------- | ------- | ------ | ------ | ----- | ------ | ----- |
| 1     | Schweiz         | 3       | 2      | 0      | 1     | 12 - 8 | 4     |
| 2     | Österrike       | 3       | 2      | 0      | 1     | 7 - 6  | 4     |
| 3     | Tjeckoslovakien | 3       | 2      | 0      | 1     | 3 - 2  | 4     |
| 4     | Storbritannien  | 3       | 0      | 0      | 1     | 6 - 12 | 0     |

- Storbritannien slutade fyra. Schweiz, Österrike och Tjeckoslovakien till spel om medaljerna.

## Medaljmatcher
| Datum      | Medaljmatcher               | Resultat        |
| ---------- | --------------------------- | --------------- |
| 17 januari | Tjeckoslovakien - Schweiz   | 1 - 3 (0-0,1-3) |
| 18 januari | Tjeckoslovakien - Österrike | 3 - 1 (0-0,3-1) |
| 18 januari | Österrike - Schweiz         | 2 - 2 (1-1,1-1) |

### Tabell medaljer
| Plac. | Lag             | Matcher | Segrar | Oavgj. | Förl. | Mål   | Poäng |
| ----- | --------------- | ------- | ------ | ------ | ----- | ----- | ----- |
| 1     | Schweiz         | 2       | 1      | 1      | 0     | 5 - 3 | 3     |
| 2     | Tjeckoslovakien | 2       | 1      | 0      | 1     | 2 - 2 | 2     |
| 3     | Österrike       | 2       | 0      | 1      | 1     | 3 - 5 | 1     |

## Slutställning
| Europamästerskapet 1926 | Land            |
| ----------------------- | --------------- |
| Guld                    | Schweiz         |
| Silver                  | Tjeckoslovakien |
| Brons                   | Österrike       |
| 4                       | Storbritannien  |
| 5                       | Frankrike       |
| 6                       | Polen           |
| 7                       | Belgien         |
| 8                       | Italien         |
| 9                       | Spanien         |

## Skytteliga
| Spelare            | Mål |
| ------------------ | --- |
| Heinrich Meng      | 13  |
| C Ross Cuthbert    | 13  |
| Louis Dufour       | 11  |
| Josef Malecek      | 9   |
| Blane N Sexton     | 8   |
| Fritz Kraatz       | 5   |
| Jaroslav Jirkovsky | 5   |
| Albert Geromini    | 4   |
| G Reid             | 4   |
| Tadeusz Adamowski  | 4   |

## Laguppställningar

### Schweiz
Charles Fasel, Louis Dufour, Heinrich Meng, Albert Geromini, Anton Morosani, Fritz Kraatz, Adolf Martignoni, Jaques Besson, Putzi Müller, Giuseppe Penchi, Alexander Spengler, Murezzan Andreossi

### Tjeckoslovakien
Jan Peka, Jaroslav Pospíšil - Josef Šroubek, Jan Pušbauer, Josef Malecek, Jaroslav Jirkovský, Vilém Loos, jan Krásl, Vaclav Doležal, Miroslav Steigenhöfer.

### Österrike
Franz Bidla, Herbert Brück, Walter Brück, Konrad Glatz, Alexander Lebzelter, Ulrich Lederer, Alfred Revi, Peregin Spevak, Georg Stransky, Kurt Wollinger.